# 한국의 좌익 독립운동 단체
한국의 좌익 독립운동 단체는 일제강점기 당시 좌익 사상을 받아들인 독립운동 단체를 지칭한다.
- 한인사회당: 1918년 하바로프스크에서 이동휘가 조직한 사회주의 계열 독립운동 단체 또는 정당이다.

- 의열단: 1919년에 결성된 김원봉을 의장으로 한 좌익 급진 아나키즘 성향을 보였던 독립운동 단체이다. 주요 임무는 일제 주요 인사 암살 및 일본군 후방 교란이었다.

- 고려공산당: 고려공산당에는 이르쿠츠크 고려공산당과 상하이 고려공산당으로 나눠져있다. 이르쿠츠크 고려공산당은 1919년에 김철훈이 조직한 공산주의 계열 독립운동 단체 또는 정당이며, 상하이 고려공산당은 1921년 한인사회당의 이동휘가 창당한 공산주의 정당이다.

- 조선공산당: 1925년에 결성된 마르크스-레닌주의 정당

- 조선민족혁명당: 대한민국 임시정부 내 중도좌익들이 1926년 김원봉을 주축으로 결성한 정당이며, 실질적으로는 좌익계 독립운동가들이 결집하는데 7년 이상이 걸려 1935년에 창당되었다. 산하 군사조직은 조선의용대가 존재했다.

- 경성 트로이카

- 조국광복회: 1936년 김일성이 동만주에서 조직한 범 민족통일전선이자, 항일 독립운동 단체이다.

- 조선민족전선연맹: 1936년 조선민족혁명당, 조선민족해방동맹, 조선무정부주의자연맹이 연합하여 탄생한. 좌익계 독립운동 연합체였다.

- 동북항일연군: 1936년 중국 공산당 내 조선인, 홍군 내 조선인, 북만주 내 잔존한 공산주의계 의병을 특별 선별하여 조직한 조선인 독립단 성격을 지닌 좌익계 독립운동 군사 단체이다. 주요 인물은 최용건, 김책, 최현이었다.

- 조선의용대: 1938년 김원봉이 조직한 조선민족혁명당 산하의 군사조직이다.

- 경성 콤그룹

- 조선독립동맹: 대한민국 임시정부 내 조선민족혁명당파가 1942년에 결성한 좌익계 독립운동 단체이다. 초대 의장은 김두봉이었다.

- 화북지대 조선의용군: 1942년에 결성된 사회주의 성향의 조선독립동맹 당군이며, 조선의용대의 상위 편성 군사조직이다. 1944년 최고의 군세를 띠어, 약 26,000 명 이상의 군사력을 보유했다.

- 조선건국동맹: 1944년 여운형이 조직한 민주사회주의 성향을 보였던 항일 비밀 결사 단체이다. 해방 후 건국동맹 내에는 소수의 우익 분파도 있었다.